# Биси ле Репо (Јон)
Биси ле Репо (фр. Bussy-le-Repos) насеље је и општина у источном делу централне Француске у региону Бургоња, у департману Јон која припада префектури Санс.
По подацима из 2011. године у општини је живело 404 становника, а густина насељености је износила 16,98 становника/km². Општина се простире на површини од 23,79 km². Налази се на средњој надморској висини од 360 метара (максималној 192 m, а минималној 94 m).

## Демографија
| 1962. | 1968. | 1975. | 1982. | 1990. | 1999. | 2011. |
| ----- | ----- | ----- | ----- | ----- | ----- | ----- |
| 227   | 272   | 242   | 243   | 278   | 313   | 404   |

График промене броја становника у току последњих година